# Copa Oro Femenina de la Concacaf
La Copa Oro de Concacaf W (en inglés, CONCACAF W Gold Cup), conocida popularmente como Copa Oro Femenina, es el torneo internacional de selecciones nacionales femeninas de fútbol más importante de Norteamérica, Centroamérica y el Caribe, organizado por la Concacaf. Se anunció su lanzamiento el 19 de agosto de 2021 junto al nuevo Campeonato Concacaf W con la intención de desarrollar el fútbol femenino en el área, a ello contribuirá una notable duplicación de partidos oficiales. El lanzamiento de estos torneos forma parte del proyecto Concacaf W lanzado en 2019.

## Historia

### Antecedentes
El Campeonato Femenino de la Concacaf apareció por primera vez en 1991 y desde entonces el nombre de la competición se había modificado. Fue hasta el año 2000 en donde se utilizó por primera vez el nombre "Women's Gold Cup". Las ediciones de 2002 y 2006 también utilizaron la leyenda "Women's Gold Cup", sin embargo, estos dos últimos torneos mencionados, eran competiciones asociadas a la clasificación para la Copa Mundial Femenina.
Fue hasta 2024 en donde la nueva Copa Oro Femenina de la CONCACAF nació como un torneo único e independiente. La Copa Oro Femenina y el Campeonato Concacaf W son los 2 torneos de selecciones absolutas femeninas presentes en la región. Desde la edición de 2022 el Campeonato Concacaf W (torneo premundial) y el torneo preolímpico fueron fusionados.

## Resultados y estadísticas

### Ediciones
| Año          | Sede           | Campeón        | Final Resultado | Subcampeón   | Semifinalistas | Semifinalistas | Semifinalistas |
| ------------ | -------------- | -------------- | --------------- | ------------ | -------------- | -------------- | -------------- |
| 2024 Detalle | Estados Unidos | Estados Unidos | 1:0             | Brasil       | Canadá         | y              | México         |
| 2029 Detalle | Por confirmar  | Por disputar   | Por disputar    | Por disputar | Por disputar   | Por disputar   | Por disputar   |

### Palmarés
| Equipo         | Campeón  | Subcampeón | Semifinalista |
| -------------- | -------- | ---------- | ------------- |
| Estados Unidos | 1 (2024) |            |               |
| Brasil         |          | 1 (2024)   |               |
| Canadá         |          |            | 1 (2024)      |
| México         |          |            | 1 (2024)      |

## Cuadro de participaciones
| Selección            | 2024 | Part. |
| -------------------- | ---- | ----- |
| Canadá               | SF   | 1     |
| Costa Rica           | CF   | 1     |
| El Salvador          | FG   | 1     |
| Estados Unidos       | 1°   | 1     |
| México               | SF   | 1     |
| Panamá               | FG   | 1     |
| Puerto Rico          | FG   | 1     |
| República Dominicana | FG   | 1     |
| Invitadas            |      |       |
| Argentina            | CF   | 1     |
| Brasil               | 2°   | 1     |
| Colombia             | CF   | 1     |
| Paraguay             | CF   | 1     |

## Premios

### Mejor jugadora (Balón de Oro)
| Edición             | Jugadora    | Equipo         |
| ------------------- | ----------- | -------------- |
| Estados Unidos 2024 | Jaedyn Shaw | Estados Unidos |

### Goleadoras (Bota de oro)
| Edición             | Goleadora    | Equipo | Goles |
| ------------------- | ------------ | ------ | ----- |
| Estados Unidos 2024 | Adriana Leon | Canadá | 6     |

### Mejor Portera (Guante de Oro)
| Edición             | Jugadora      | Equipo         |
| ------------------- | ------------- | -------------- |
| Estados Unidos 2024 | Alyssa Naeher | Estados Unidos |

### Mejor Jugadora Joven
| Edición             | Jugadora     | Equipo |
| ------------------- | ------------ | ------ |
| Estados Unidos 2024 | Olivia Smith | Canadá |

### Premio al Juego Limpio
| Edición             | Equipo         |
| ------------------- | -------------- |
| Estados Unidos 2024 | Estados Unidos |